# Ross 614

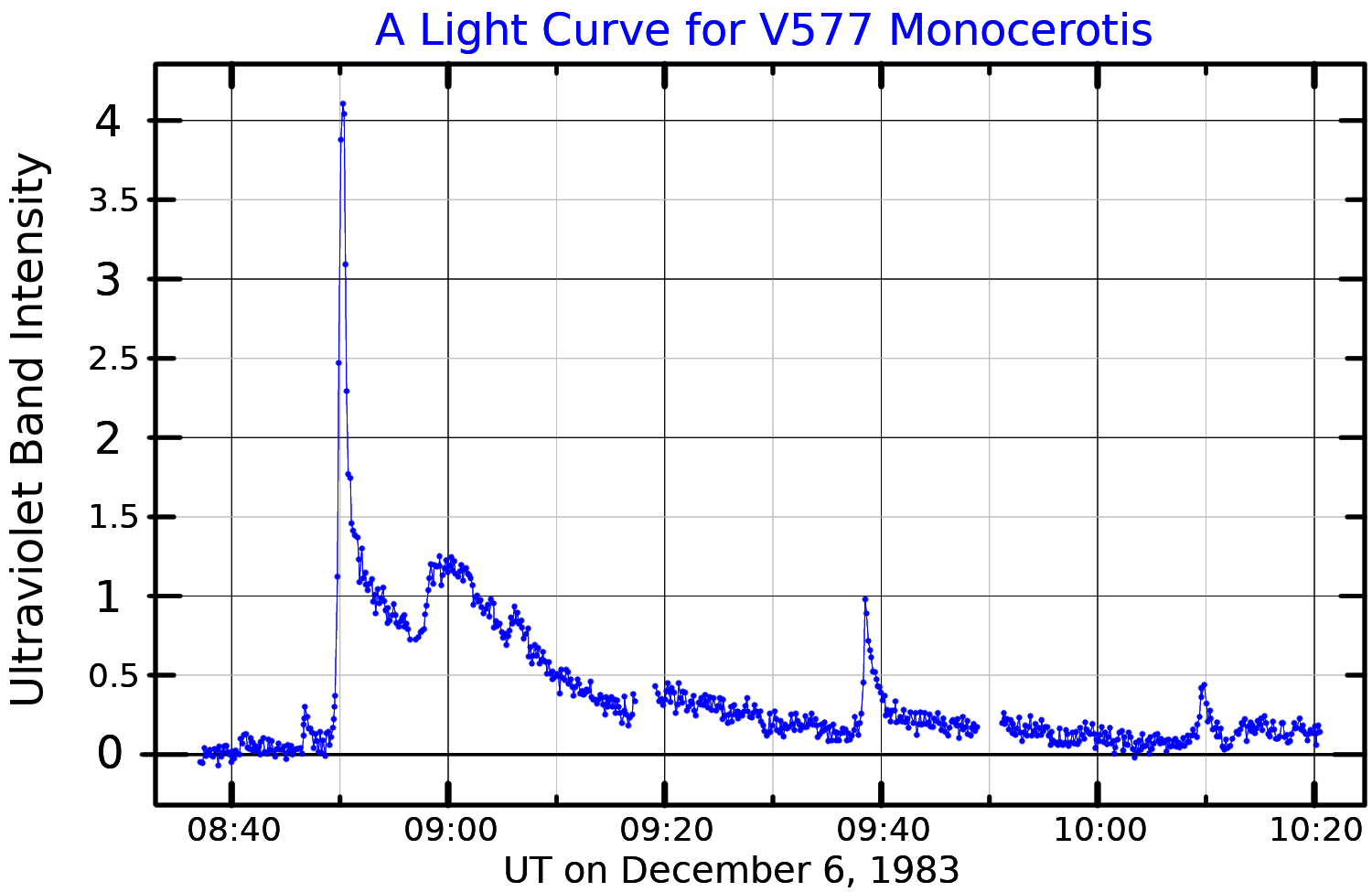
Lichtkromme van flares van Ross 614

Ross 614 is een dubbelster van twee rode dwergen (spectraalklasse M4.5V en M8V) in het sterrenbeeld Monoceros op 13,42 lichtjaar van de zon. De schijnbare magnitude van de twee componenten is 11,10 en 14,23. Beide sterren zijn vlamsterren.
De naam van de ster verwijst naar een catalogus van sterren met grote eigenbeweging van Frank Elmore Ross uit 1927. In 1936 ontdekte Dirk Reuyl (een neef van Peter van de Kamp) dat de eigenbeweging van de ster varieert en concludeerde daaruit dat het een dubbelster is. Ross 614B werd voor het eerst waargenomen door Walter Baade in 1951.

## Bron
- EN.Wiki